# Мидвеј (Кентаки)
Мидвеј (енгл. Midway) град је у америчкој савезној држави Кентаки.

## Демографија
По попису из 2010. године број становника је 1.641, што је 21 (1,3%) становника више него 2000. године.
| Група             | 2000.         | 2010.         |
| Белци             | 1.443 (89,1%) | 1.459 (88,9%) |
| Афроамериканци    | 125 (7,7%)    | 111 (6,8%)    |
| Азијати           | 5 (0,3%)      | 6 (0,4%)      |
| Хиспаноамериканци | 23 (1,4%)     | 32 (2,0%)     |
| Укупно            | 1.620         | 1.641         |